# Margarita
Margarita là một món  cocktail Mexico bao gồm rượu tequila, rượu mùi cam, và nước cốt chanh thường được rải muối trên vành ly. Đồ uống được pha bằng cách lắc với đá viên (trên đá tảng), pha với đá viên (margarita đông lạnh), hoặc không đá (uống thẳng). Mặc dù món đã trở nên thông dụng khi pha một margarita bằng một loạt các loại ly thủy tinh, từ ly cocktail và ly rượu vang để ly pint và thậm chí cả ly schooner lớn, món uống truyền thống phục vụ trong ly margarita cùng tên, một biến thể đường kính có bậc của ly cocktail hoặc champagne coupe.